# پترا دلمن
پترا دلمن (انگلیسی: Petra Dallmann؛ زادهٔ ۲۱ نوامبر ۱۹۷۸) شناگر اهل آلمان است.